# Bohuňovice (Olomouc)
Bohuňovice è un comune della Repubblica Ceca facente parte del distretto di Olomouc, nella regione di Olomouc.